# Tasos Kōnstantinou
Tasos Kōnstantinou (in greco: Τάσος Κωνσταντίνου; Paliometocho, 21 maggio 1949 – 27 ottobre 2019) è stato un calciatore cipriota, di ruolo attaccante.

## Carriera
Ha giocato 9 partite per la nazionale cipriota dal 1970 e il 1980, segnando una rete.